# Лягушка Аллена
Лягушка Аллена (лат. Conraua alleni) — вид лягушек семейства Conrauidae, обитающий в Кот—д’Ивуаре, Гвинее, Либерии и Сьерра-Леоне, а также в одном отдаленном месте в лесном заповеднике реки Суи в Гане. Этот вид встречается на высоте от 100 до 1300 м. Её естественной средой обитания являются субтропические или тропические влажные низменные леса, субтропические или тропические влажные горные леса и реки. Это небольшая водная лягушка длиной 70—100 мм, обитающая в ручьях тропических лесов; лягушки водятся в относительно спокойных участках ручьев.
Лягушке Аллена угрожает потеря среды обитания. Этот вид назван в честь Гловера Моррилла Аллена.